# Боштјан Голичич
Боштјан Голичич (словен. Boštjan Goličič; рођен 12. јуна 1989. у Крању, СР Словенија) професионални је словеначки хокејаш на леду који игра на позицији левог крила.
Голичич је професионалну каријеру започео у омладинској екипи МК Бледа 2003/04, одакле је након 4 сезоне прешао у редове локалног канадског лигаша Калгари хитмена. Потом се вратио у Словенију, у редове Тилија Олимпије са којом је у сезони 2011/12. освојио титулу првака Словеније. Од сезоне 2012/13. члан је француског прволигаша Диаблес руж из Бријансона са којим је у прве две сезоне освојио национални куп те земље.
Четири пута је играо у дресу Словеније на светским првенствима за млађе селекције, одигравши укупно 20 утакмица уз учинак од по 9 голова и асистенција. За словеначку сениорску репрезентацију дебитовао је на светском првенству прве дивизије 2010. Такође је био и део националне репрезентације на олимпијском хокејашком турниру 2014. у Сочију где је Словенија освојила 7. место. На олимпијском турниру одиграо је свих пет утакмица и остварио статистику од једне асистенције.
Његов старији брат Јуриј је такође био професионални хокејаш (каријеру окончао 2010. године).